# Guillén (España)
Guillén (llamada oficialmente San Pedro de Guillén) es una parroquia y una aldea española del municipio de Becerreá, en la provincia de Lugo, Galicia.

## Organización territorial
La parroquia está formada por cuatro entidades de población, constando dos de ellas en el nomenclátor del Instituto Nacional de Estadística español:
- A Ferreira
- Cabo de Vila
- Fonte do Lobo
- Guillén

## Demografía

### Parroquia
| Gráfica de evolución demográfica de Guillén (parroquia) entre 2000 y 2019 |
|                                                                           |
| Datos según el nomenclátor publicado por el INE.                          |

### Aldea
| Gráfica de evolución demográfica de Guillén (aldea) entre 2000 y 2019 |
|                                                                       |
| Datos según el nomenclátor publicado por el INE.                      |